# Николаус Леополд фон Залм-Залм
Николаус Леополд фон Залм-Залм (на немски: Nicolaus Leopold zu Salm-Salm; * 25 януари 1701, Нанси; † 4 февруари 1770, замък Хогстратен при Антверпен, Белгия) е 1. княз на Залм-Залм, херцог на Хогстратен и вилд и Рейнграф.

## Биография
Той е единственият жив син на вилд и Рейнграф Вилхелм Флорентин фон Залм (* 12 май 1670; † 5 юни 1707, Антверпен) и съпругата му графиня Мария Анна Елеонора фон Мансфелд-Фордерорт, принцеса на Фонди (* 16 октомври 1680; † 16 януари 1724), дъщеря на граф Хайнрих Франц фон Мансфелд (1640 – 1715) и графиня Мария Луиза фон Аспремон-Нантевил (1652 – 1692).
След смъртта на тъста му княз Лудвиг Ото фон Залм Николаус наследява неговото Графство Залм във Вогезите. На 14 януари 1739 г. той става имперски княз. Резиденцията му е господството Анхолт. На 6 януари 1740 г. става наследствен нидерландски херцог на Хогстратен. През 1743 г. императорът му дава наследствената титла „княз на Залм-Залм“.
От 1733 до 1734 г. Николаус Леополд Рейнграф фон Залм служи като първи обрист на „регимет Залм“. През 1754 г. е номиниран от императора на генерал-фелдмаршал и на губернатор на Антверпен.

## Фамилия
Първи брак: на 5 март 1719 г. (на 18-годишна възраст) в дворец Анхолт с роднината си 17-годишната принцеса Доротея Франциска Агнес фон Залм (* 21 януари 1702; † 25 януари 1751), дъщеря на 5. княз Лудвиг Ото фон Залм (1674 – 1738) и принцеса Албертина Йохана фон Насау-Хадамар (1679 – 1716), дъщеря на княз Мориц Хайнрих фон Насау-Хадамар. Те имат 19 деца:
- Габриела Мария Христина (* 8 януари 1720; † 1792), монахиня в Торн
- Лудвиг Карл Ото (* 22 август 1721; † 29 юли 1778), 2. княз на Залм-Залм, женен на 30 май 1775 г. за 28-годишната графиня Мария Анне Фелицитé фон Хорион (* 12 май 1743; † 9 май 1800), дъщеря на канцлера на княжеския епископ на Лиеж
- Вилхелм Флорентин Клод Ламорал (* 2 март 1723; † 4 януари 1744, убит в битка при Фрайбург)
- Елизабет Лудовика Мария (* 14 август 1724)
- Луиза Франциска Вилхелмина Анселмина (* 3 март 1725; † 19 февруари 1764), омъжена на 15 ноември 1742 г. за Йохан Вилхелм фон Мандершайд-Бланкенхайм (* 1708; † 2 ноември 1772)
- Мария Христина (* 14 август 1728; † 8 октомври 1779), монахиня в Торн и Елтен
- Мария Елизабет Йозефа (* 4 април 1729; † 4 март 1775), омъжена на 1 август 1751 г. за граф Егон Франц Ервайн фон Шьонборн-Хойсенщам (* 17 януари 1727; † 25 юли 1801, Виена)
- Франц Георг Леополд (* 1730; † 1731)
- Мария Франциска Йозефа (* 28 октомври 1731; † 5 септември 1806), омъжена на 1 юли 1761 г. за княз Георг Адам фон Щархемберг (* 10 август 1724, Лондон; † 19 април 1807, Виена)
- Фридрих Ернст Максимилиан (* 28 ноември 1732; † 14 септември 1773), вилд и Рейнграф на Залм-Залм, херцог на Хогстратен, женен на 16 март 1757 г. за ландграфиня Мария Луиза Елеонора фон Хесен-Рейнфелс-Ротенбург (* 18 април 1729; † 6 януари 1800)
- Карл Александер (* 15 октомври 1735; † 1 февруари 1796, Лисабон), близнак, женен на 14 май 1766 г. за Мари Катарина Леерс фон Леерсбах (* 10 април 1753; † ?)
- Августа София (* 15 октомври 1735; † 30 януари1775), близначка, монахиня в Кьолн и Монс
- Мария Йозефа (* 26 декември 1736; † 25 октомври 1790), омъжена на 29 септември 1771 г. за княз Карл Албрехт I фон Хоенлое-Шилингфюрст (* 29 август 1719; † 25 януари 1793)
- Мария Йозефина Хенриета (* 20 декември 1737; † 1774)
- Мария Анна Виктория Вилхелмина (* 17 февруари 1740; † 4 юли 1816), омъжена на 6 ноември 1758 г. в Мадрид за Педро Алварез де Толедо, 12. херцог де Инфантадо и Лерма (* 27 декември 1729, Мадрид; † 10 юни 1790, Франкфурт на Майн)
- Емануел Хайнрих Николаус Леополд (* 22 май 1742; † 26 май 1808)
- Франц Йозеф Йохан Андреас (* 30 ноември 1743; † сл. 1779), женен за Антоанета де Маймбург
- Вилхелм Флорентин (* 10 март 1745; † 14 септември 1810), архиепископ на Прага (1793 – 1810)
- дете (* 25 октомври 1746)

Втори брак: на 12 юли 1753 г. в Анхолт с принцеса Христина Анна Луиза Освалдина фон Залм (* 29 април 1707; † 19 август 1775), вдовица на наследствения принц Йозеф фон Хесен-Райнфелс-Ротенбург (1705 – 1744), дъщеря на княз Лудвиг Ото фон Залм и принцеса Албертина Йохана Франциска Катарина фон Насау-Хадамар. Тя е по-малка сестра на вдовицата му. Бракът е бездетен.